# San Miguel (La Paz)
San Miguel es un barrio al sureste de la ciudad de La Paz, pertenece administrativamente al macro distrito Sur.

## Características
El barrio de San Miguel es un desarrollo urbano consolidado en los años 70 como un proyecto de vivienda social para personas de clase media alta. Se emplazó sobre el terreno de un antiguo hipódromo, el perímetro de este antiguo equipamiento da forma a una de las principales vías del barrio, la Avenida Montenegro.
Actualmente conserva su carácter residencial, pero las viviendas unifamiliares han ido cediendo espacio a negocios, oficinas y servicios de gastronomía desarrollados en edificios de altura. El Desarrollo general de la zona Sur ha convertido a San Miguel en una centralidad urbana, por lo que en sus inmediaciones pueden encontrarse oficinas bancarias, de gestión y servicios privados de diferente índole.
Debido a lo descrito el barrio es uno de los más caros en cuanto a vivienda en altura  y espacios comerciales.

## Comunicación
La zona se comunica con el resto de la ciudad a través de la Avenida Ballivián de Calacoto y la avenida Costanera que atraviesa las zonas de Obrajes, La Florida, Calacoto y Cota Cota.
La principal vía de acceso es la calle 21 de Calacoto, perpendicular a la Av. Ballivián en la que se encuentran numerosos servicios, bancos y oferta de productos de consumo.
Al sur la misma Avenida Costanera y el río Huañajahuira se constituyen en el límite de la zona.